# Episodi di Un cane di nome Wolf (prima stagione)
La prima stagione della serie televisiva Un cane di nome Wolf è stata trasmessa in anteprima nel Regno Unito dalla ITV tra il 18 febbraio 1989 e l'11 marzo 1989.
| nº | Titolo originale | Titolo italiano | Prima TV UK      | Prima TV Italia |
| -- | ---------------- | --------------- | ---------------- | --------------- |
| 1  |                  |                 | 18 febbraio 1989 |                 |
| 2  |                  |                 | 25 febbraio 1989 |                 |
| 3  |                  |                 | 4 marzo 1989     |                 |
| 4  |                  |                 | 11 marzo 1989    |                 |